# 周又和
周又和（1957年5月—），男，湖北汉川人，中国非线性力学专家，兰州大学教授、土木工程与力学学院院长，西部灾害与环境力学教育部重点实验室主任。主要研究方向为板壳非线性力学、电磁固体力学、智能结构及动力控制等，出版作品《电磁固体结构力学》、《理论力学》、《超导电磁固体力学》等。中华人民共和国教育部第二批“长江学者”特聘教授、1999年获“国务院政府特殊津贴”。

## 生平
1978年3月至1984年11月，就读于华中科技大学，获工学学士、硕士。
1987年9月至1989年12月，在兰州大学学习固体力学，获理学博士。
1982年1月至1987年8月，在华中工学院（现为华中科技大学）力学系从事教学工作。
1990年6月进入兰州大学工作，后晋升教授、土木工程与力学学院院长、超导力学研究院院长，期间还曾在日本、美国的高校工作或担任访问学者。
2021年当选中科院院士。

## 家庭
妻子郑晓静同为中国科学院院士。